# Jan går til filmen
Jan går til filmen er en dansk film fra 1954 baseret på Jan-bøgerne, en serie drengebøger fra 1940'erne og frem skrevet af Knud Meister og Carlo Andersen. Filmens manuskript er af John Hilbert, der også instruerede den i samarbejde med Torben Anton Svendsen.

## Medvirkende
- Henrik Huld - Jan
- Ib Lundtoft - Erling, Jans bedste ven
- Mimi Heinrich - Lis, Jans søster
- Inger Stender - Jans mor
- Palle Huld - Jans far, politikommissær Helmer
- Ib Schønberg - inspektør
- Asbjørn Andersen - direktør
- Paul Hagen - produktionsleder
- Gabriel Axel - filminstruktør
- Einar Juhl - finmekaniker
- Bjørn Spiro - Wolfgang
- Henry Nielsen - nattevagt
- Gunnar Strømvad - Herman
- Bent Christensen - instruktørassistent
- Jørgen Kunz - Søren Bort
- Axel Strøbye - regissør
- Ib Fürst - skuespiller
- Jessie Rindom - skuespiller
- Henny Lindorff

## Handling
Jan og hans ven Erling medvirker i deres ferie som statister under optagelsen af en film for at tjene lidt penge. Undervejs sker der et indbrud i et værksted. Drengene overhører direktøren sige, at politiet ikke på tilkaldes, så de holde ører og øjne åbne. Om aftenen, hvor de diskuterer dagens hændelser, ved de ikke, at Jans søster, Lis, der er misundelig på drengenes feriejob, overhører deres snak. Drengene tager ud til filmselskabet om natten, hvor de opdager en person forsøge at bryde en dør op. Drengene springer frem under stort spektakel, som bliver begyndelsen på en forfølgelse af gerningsmændene. Lis er fulgt med og deltager også. Imidlertid søger mange af personerne fra optagelsesholdet at forhindre deres undersøgelser, heriblandt direktøren, inspektøren, produktionslederen og instruktøren. Børnene giver dog ikke op og ender med at opklare ulovlighederne samtidig med, at de får et godt indblik i, hvordan en filmindspilning finder sted.

## Baggrund
Jan-bøgerne var meget populære i 1940'erne og 1950'erne, så derfor var det nærliggende at lave film på basis af serien. Skønt der var mange færdige historier at tage af, valgte John Hilbert at skrive en ny historie, der blot brugte figurerne fra serien.
Hovedpersonen Jan spilles af Henrik Huld, der var søn af Palle Huld, som også spillede hans far i filmen. Det blev dog Henrik Hulds eneste film; i stedet gik han som voksen ind i vinbranchen.

## Modtagelse
Filmen fik ret dårlige anmeldelser og gik kun kort tid i biograferne. Der blev ikke senere lavet Jan-film.
Filmen har aldrig været vist på tv. Den er maj 2021 udgivet på DVD.